# Коммерц-коллегия
Коммерц-коллегия (от устаревшего нем. Kommerz — «торговля») — центральное правительственное учреждение, созданное Петром I для покровительства торговле.

## История
Комиссия для устройства коллегии составилась в Москве из трёх нарвских и одного дерптского купца, троих русских гостей, троих представителей гостиной сотни и шестерых представителей слобод. Комиссия пересмотрела таможенный устав и предложила такие облегчения в пошлинах для Риги, Ревеля и Нарвы, которые русские эксперты находили невыгодными для казны. На этом, по-видимому, и остановилась деятельность московского «коллегиума о коммерции».
С переселением правительственных учреждений в Петербург, в 1715 году, является там и Коммерц-коллегия, под управлением П. М. Апраксина: в этом и следующем году коллегия старается устроить свою канцелярию. Указом 15 (26) декабря 1717 года назначаются президенты и вице-президенты различных коллегий. Президентом Коммерц-коллегии становится тайный советник Пётр Толстой, а вице-президентом Шмидт. Но в то же время вопрос об устройстве Коммерц-коллегии переходит на более широкую почву. По проекту горячего меркантилиста Любераса Коммерц-коллегия должна была стать во главе целой сети русских коммерческих агентов в главных центрах всемирной торговли: эти агенты обязаны были сообщать Коммерц-коллегии все сведения, нужные для русского купечества. С другой стороны, Коммерц-коллегия должна была войти в тесную связь с мануфактур-коллегией и вместе с ней регулировать направление русской промышленности, составляющей «жизнь торговли». В этом смысле Люберас составил проект инструкции Коммерц-коллегии, значительно изменённый сравнительно с шведской инструкцией Коммерц-коллегии 1651 года, послужившей ему образцом. На основании шведской инструкции и проекта Любераса и была составлена (вероятно, Фиком) русская инструкция Коммерц-коллегии, утверждённая 3 (14) марта 1719 года. При общем пересмотре коллежских инструкций она заменена была новой (31 января (11 февраля) 1724), но общий характер её остался прежний.
С закрытием после Петра Главного магистрата, Мануфактур- и Берг-коллегий их дела были также присоединены к ведомству Коммерц-коллегии (1731). Вместе с тем изменилось и внутреннее устройство Коммерц-коллегии — она разделена была на три экспедиции: в первой сосредоточивались дела по коммерции, во второй — по горному делу, в третьей — по фабрикам и мануфактурам. В 1736 году горное дело передано в ведомство вновь учреждённого «генерал-берг-директориума».
Указом 7 (18) апреля 1742 года берг- и мануфактур-коллегия восстановлены ; в 1743 году восстановлен и главный магистрат. Таким образом, в ведомстве Коммерц-коллегии опять остались одни дела, относящиеся до коммерции (то есть 1-я экспедиция).
С устройством губернских учреждений императрицы Екатерины II самое существование Коммерц-коллегии подвергалось сомнению, так как все её дела должны были распределиться между казёнными палатами и другими присутственными местами губерний. Указом 16 (27) сентября 1796 года решено было упразднить Коммерц-коллегию, но ввиду того, что таким образом пришлось бы раздробить по губерниям надзор за такой важной отраслью народного хозяйства, как торговля, Коммерц-коллегия сохранена на прежнем основании указом Павла I 19 (30) ноября 1796 года.
В 1800 году в состав Коммерц-коллегии, кроме президента и 10 правительственных членов, введены 13 членов, избиравшихся на 3 года от купечества и фабрикантов.
В записках Н. И. Греча приводится полуфантастический рассказ о появлении на свет этого любопытного павловского закона:

Однажды во время пребывания двора в Гатчине генерал-прокурор (П. X. Обольянинов), воротясь от императора с докладом, объявил Безаку, что государь … желал бы иметь какое-либо занятие по делам гражданским. «Чтоб было завтра!» — прибавил Обольянинов строгим голосом. Положительный Безак не знал, что делать, пришёл в канцелярию и сообщил своё горе Сперанскому. Этот тотчас нашёл средство помочь беде. 

— Нет ли здесь какой-нибудь библиотеки? — спросил он у одного придворного служителя. 

— Есть, сударь, какая-то куча книг на чердаке, оставшаяся ещё после светлейшего князя Григория Григорьевича Орлова. 

— Веди меня туда, — сказал Сперанский, отыскал на чердаке какие-то старые французские книги и в остальной день и в следующую ночь писал набело «Коммерческий устав Российской империи». Обольянинов прочитал его императору. Павел подмахнул: «Быть по сему» — и наградил всю канцелярию. Разумеется, что этот устав не был приведён в действие, даже не был опубликован. Обнародовали только присоединённый к нему штат коммерц-коллегии (15 сентября 1800 г.).
— Греч, 85-88
Но уже в 1801 году признано было, что присутствие депутатов в Коммерц-коллегии «не только для усовершенствования польз торговли безуспешно, но и для самого купечества, отвлечённого сим образом от промыслов и упражнений, им свойственных, разорительно». С учреждением должности министра коммерции Коммерц-коллегия была подчинена ему и разделена на 4 экспедиции: внешней торговли, внутренней, коммуникации и таможенной.
С преобразованием министерств в 1810 году должность министра коммерции была упразднена, а Коммерц-коллегия подчинена министру финансов. Дела по внешней торговле и таможенные переданы в ведомство министерства финансов, а дела по внутренней торговле и коммуникации — в ведомство министерства внутренних дел. Для окончания нерешенных судебных дел и обревизования счетов по таможенной части учреждён был в 1811 году временный департамент Коммерц-коллегии в ведомстве директора департамента внешней торговли министерства финансов. С учреждением судного отделения департамента внешней торговли временный департамент Коммерц-коллегии закрыт указом 27 декабря 1823 (8 января 1824) года и вместе с тем существование Коммерц-коллегии окончательно прекратилось.

## Счётная экспедиция
Кроме перечисленных экспедиций, при Коммерц-коллегии состояли в XVIII веке счётная экспедиция и несколько комиссий о коммерции. Счетная экспедиция была учреждена временно («до апробации штата») указом 31 марта (11 апреля) 1732 года  и уничтожена указом 21 июня (2 июля) 1743 года . Она имела характер ревизионного учреждения и исполняла дело, которое в обычном порядке распределялось между канцелярией коллегии и ревизион-коллегией. Комиссия о коммерции учреждена в 1727 году, «милосердуя о купечестве, видя оное в слабом состоянии, — для поправления и рассмотрения оного». В 1760 году дела этой комиссии переданы в новую комиссию о коммерции, учрежденную при сенате для составления плана, каким образом «поправить и в лучшее состояние привести» русскую коммерцию, внешнюю и внутреннюю. Указом 8 января 1762 года вторая комиссия, в уменьшившемся составе членов, также передана в ведомство Коммерц-коллегии. Указом 31 марта 1764 году при ней было учреждено, «для поспешения дел», собрание, специальной обязанностью которого сделано было обсуждение «всех проектов, касающихся к распространению коммерции, и сочинение новых установлений». В 1766 г. учреждена в ведомстве Коммерц-коллегии ещё особая «комиссия для поправления коммерции в Ревеле». В 1796 г. дальнейшее существование комиссии о коммерции 1760-х гг. признано не нужным и комиссия эта упразднена.

## Президенты Коммерц-коллегии[8]
| Срок полномочий | Президент                    | Комментарии |
| --------------- | ---------------------------- | --- |
| 1716 — 1717     | Пётр Матвеевич Апраксин      | |
| 1718 — 1722     | Пётр Андреевич Толстой       | |
| 1722 — 1725     | Иван Фёдорович Бутурлин      | |
| 1725 — 1726     | Пётр Павлович Шафиров        | |
| 1726 — 1731     | —                            | Президента не было. Главный начальник Коллегии – первый член Комиссии о коммерции А.И.Остерман, вице-президент – Г. фон Фик                                                                  |
| 1731 — 1733     | Александр Львович Нарышкин   | |
| 1733            | Пётр Павлович Шафиров        | (вторично) |
| 1733 — 1736     | Степан Лукич Вельяминов      | |
| 1736 — 1740     | Платон Иванович Мусин-Пушкин | |
| 1740 — 1741     | Карл Людвиг фон Менгден      | |
| 1741 — 1750     | Борис Григорьевич Юсупов     | |
| 1750 — 1764     | Яков Матвеевич Евреинов      | в 1750 - 1753 и.о. |
| 1764 — 1788     | Эрнст Иоганн Миних           | |
| 1788 — 1794     | Александр Романович Воронцов | |
| 1794 — 1796     | Гавриил Романович Державин   | и.о. |
| 1796 — 1799     | Пётр Александрович Соймонов  | |
| 1799 — 1800     | Гавриил Петрович Гагарин     | |
| 1800            | Гавриил Романович Державин   | (с сентября по декабрь, вторично) |
| 1800 — 1810     | Юрий Александрович Головкин  | В данное время должность президента Коммерц–коллегии уже не являлась начальствующей, главным директором коллегии стал министр коммерции (в 1800—1801 Г.П.Гагарин, в 1801—1810 Н.П.Румянцев). |